# رود اوختیم
رود اوختیم (انگلیسی: Ukhtym) یک رودخانه در سرزمین پرم کشور روسیه است.